# Sirhan Sirhan

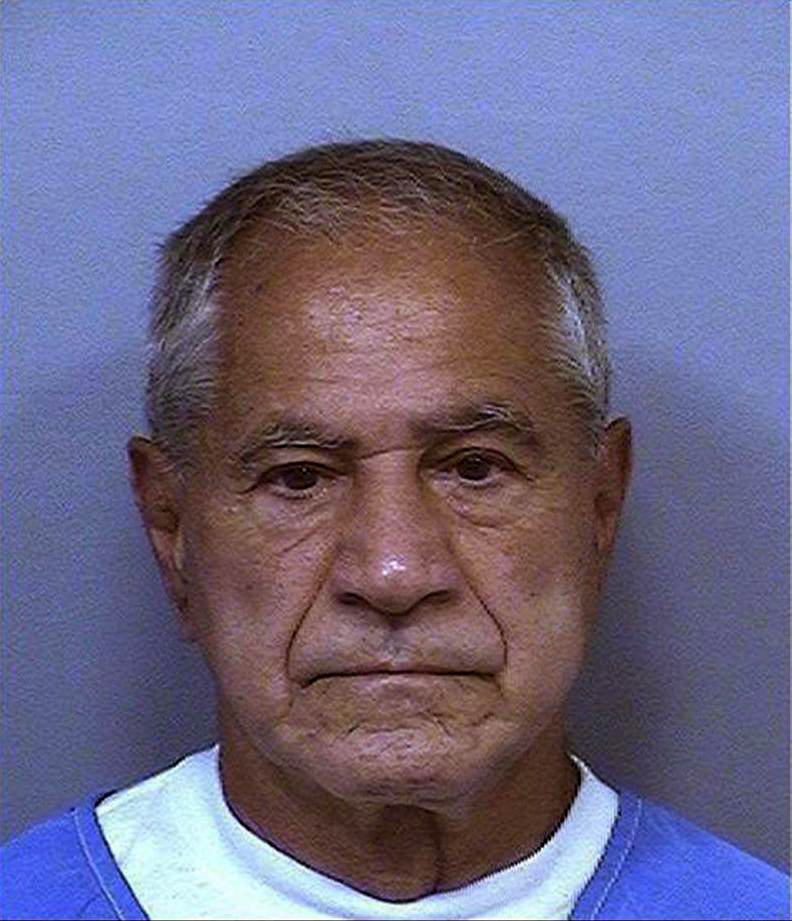
Sirhan Sirhan 2021

Sirhan Bishara Sirhan, född 19 mars 1944 i Jerusalem, Brittiska Palestinamandatet, är en jordansk medborgare med kristet palestinskt ursprung. Han dömdes för mordet på presidentkandidaten Robert F. Kennedy den 5 juni 1968.
Sedan 2013 är Sirhan inspärrad på Richard J. Donovan Correctional Facility i San Diego County. Den 2 mars 2011, efter 42 år i fängelse, behandlades Sirhans 14:e nådeansökan. Ansökan nekades med motiveringen att Sirhan fortfarande inte förstått konsekvenserna av den begångna handlingen. En ytterligare ansökan avslogs den 10 februari 2016. Nådeansökningar behandlas vart femte år. Sirhans senaste ansökan den 27 augusti 2021 blev avslagen av guvernör Gavin Newsom.

Den 30 augusti 2019 blev Sirhan knivhuggen av en annan fånge. Han fördes till sjukhus från vilket det rapporterades att läget var stabilt.